# Viber
Rakuten Viber Messenger, «Ракутен Вайбер Мессенджер» — приложение-мессенджер, позволяющее отправлять сообщения, совершать видео- и голосовые VoIP-звонки через интернет. Голосовые вызовы между пользователями с установленным Rakuten Viber Messenger бесплатны (оплачивается только интернет-трафик по тарифу оператора связи). Rakuten Viber Messenger имеет возможность отправлять текстовые, голосовые и видеосообщения, документы, изображения, видеозаписи и файлы, а также работать в автономном режиме.
Приложение использует номер телефона для авторизации пользователей и передачи содержимого телефонной адресной книги (имена и телефоны контактов) на серверы Viber Media S.à r.l., Люксембург. Также собирается информация о звонках и сообщениях, включая их длительность и участников, для улучшения качества обслуживания и других целей.

## История
Viber был разработан израильским программистом российского происхождения Игорем Магазинником и его партнером Талмоном Марко. Первая версия приложения вышла 2 декабря 2010 года исключительно для iPhone и имела ограничение на количество пользователей в 50 000. Viber для BlackBerry, Bada и Windows Phone был выпущен в мае 2012 года. В 2013 году вышло обновление приложения для iOS до версии 3.0, с релизом которого было объявлено о доступности Viber Desktop для Windows и OS X.
Также в 2013 году появляется платная функция Viber Out для совершения звонков на стационарные и мобильные телефоны через традиционную телефонную сеть без использования приложения получателем звонка. Цена зависела от местонахождения абонента, которому производится звонок.
14 января 2014 года японская электронная компания Rakuten заявила о своём намерении приобрести Viber за 900 млн долларов. Сделка была завершена в феврале 2014 года.
Офис технической разработки и поддержки пользователей находился в Минске и Бресте. Viber являлся резидентом ПВТ.
Согласно финансовой отчётности Rakuten, в 2014 году мессенджер принёс первую выручку в 1,5 млн $.
В 2014 году база Viber насчитывает более 280 миллионов пользователей.
В 2015 году благодаря системе «Вестерн Юнион» стало возможно совершать денежные переводы по всему миру.
В 2017 году около 900 миллионов зарегистрированных пользователей используют Viber регулярно.
В начале марта 2019 года появилась тёмная тема оформления для приложения Viber на Android, iOS и Windows.
В 2019 году Viber запустил в России возможность покупок товаров прямо в приложении. Размещать товары могут партнёры сервиса Viber. Россия стала третьей страной после США и Великобритании, где запустили эту возможность.
В январе 2022 года Viber открыл представительство в России в соответствии с законом о деятельности иностранных лиц в интернете на территории Российской Федерации, а также создал личный кабинет на сайте Роскомнадзора.
31 октября 2023 года Viber прекратил поддержку игр внутри приложения Viber.
В конце 2023 года Viber запустил платную подписку Viber Plus, наподобие Telegram Premium.

### Блокировка в России
13 декабря 2024 года Viber заблокирован Роскомнадзором на территории Российской Федерации за нарушения требований российского законодательства к организаторам распространения информации и долги за невыплаты штрафов.

## Компания
Владелец мессенджера — международная компания Viber Media с главным офисом в Люксембурге, с офисами разработки в Республике Беларусь (Минск, Брест) и Израиле. Компанию основали сами создатели мессенджера.
До февраля 2014 года крупнейшими акционерами Viber Media являлись израильские семьи Шабтай (55,2% акций) и Марко (11,4%), а также американская компания IRS West (12,5%). С февраля 2014 года 100% акций компании принадлежит компании Rakuten японского миллиардера Хироси Микитани.

## Популярность
В 2016 году по всему миру в мессенджере было зарегистрировано около 810 млн пользователей, из которых 260 млн активных. По состоянию на 2024 год Viber занимает 5-е место в мире по популярности (на первом месте WhatsApp, далее Facebook Messenger, WeChat и Telegram).

### В России
В 2014 году Viber занимал в России 3 место с 28 млн пользователей, а в 2016 году стал самым популярным, его использовал 61 % пользователей в России (второе место у WhatsApp, третье у Skype). В 2018 году популярность достигла пика, после чего начала снижаться. По данным Mediascope на ноябрь 2024 года, Viber пользовались 26 % респондентов в России (79 % — WhatsApp, 72 % — Telegram).

## Безопасность
За тайну переписки в мессенджере отвечает функция шифрования. По мнению экспертов, «поскольку и алгоритмы шифрования, и ключи шифрования, и уже расшифрованные сообщения находятся внутри софта мессенджера на конечном устройстве, доступ к любой информации у владельца мессенджера может быть» и Viber не является в этом отношении исключением. Кроме того, «Viber компрометируют себя функцией создания копий истории переписки». Один из вспомогательных сервисов Viber Support был взломан в июле 2013-го группой, назвавшейся Сирийской электронной армией.
В 2015 году, согласно закону «О персональных данных», который требует, чтобы все персональные данные россиян хранились на территории России, компания приняла решение перенести данные российских граждан (номера телефонов и никнеймы) на территорию России.

## Факты
- В феврале 2014 года новыми владельцами было объявлено, что в приложениях Viber на мобильных телефонах, планшетах и компьютерах зарегистрировано 280 млн пользователей, из которых 100 млн общаются с помощью мессенджера хотя бы раз в месяц[22]. В августе 2015 года компания Viber объявила о достижении 600 млн пользователей. В октябре 2015 года количество зарегистрированных пользователей в России составило 50 млн[26].
- В 2016 году компания выкупила доменное имя Viber.ru у российского предпринимателя Вячеслава Семенчука[27].
- В октябре 2017 года оператор сети Wi-Fi в московском метрополитене разрешил пользователям Viber общаться в мессенджере без прохождения авторизации[28].
- В 2022 году правительство непризнанной подконтрольной России ЛНР постановило временно ограничить доступ к мессенджеру Viber[29]. Спустя несколько часов правительство непризнанной подконтрольной России ДНР аналогично сообщило о временной блокировке мессенджера на территории республики[30].